# Managua (jezero)
Managua (španělsky Lago de Managua) je jezero ve Střední Americe v Nikaragui. Nachází se v tektonické propadlině. Má rozlohu 1489 km². Je 60 km dlouhé a maximálně 28 km široké. Dosahuje maximální hloubky 80 m. Leží v nadmořské výšce 37 m.

## Pobřeží
Na severním pobřeží se ční sopka Momotombo.

## Vodní režim
Má periodický odtok po řece Tipitapa na jihovýchod do jezera Nikaragua.

## Ostrovy
Na ostrově se nachází 4 ostrovy, z nichž 1 je velký a 3 jsou malé.

## Využití
Na jezeře je rozvinutá místní vodní doprava. Na jižním břehu leží hlavní město Managua. Jezero dlouho sloužilo jako sběrna nevyčištěných splašků Managuy, což vedlo k jeho enormnímu znečištění: některé jeho části a břehy jsou díky tomu neobyvatelné a i čistší oblasti jsou kontaminované natolik, že je nebezpečné se tam koupat nebo konzumovat tamní ryby, byť tak nejchudší obyvatelé oblasti z nutnosti stále činí. V únoru 2009 zahájila činnost gigantická čistírna odpadních vod zbudovaná s německou pomocí, která má hrát stěžejní roli ve vyčištění a revitalizaci jezera.